# Пјани д'Ете (Мачерата)
Пјани д'Ете (итал. Piani d'Ete) насеље је у Италији у округу Мачерата, региону Марке.
Према процени из 2011. у насељу је живело 17 становника. Насеље се налази на надморској висини од 121 м.